# Football Club Lugano Femminile
Il Football Club Lugano Femminile, noto come Lugano Femminile, è una squadra di calcio femminile svizzera con sede nella città di Lugano.
La migliore prestazione ottenuto dalla squadra è stato il secondo posto nel campionato 2018-2019, posizione che le ha dato accesso alla UEFA Women's Champions League 2019-2020 per la prima volta nella sua storia sportiva.

## Storia
Le origini della squadra risalgono al 1976 quando, grazie all'iniziativa di Andrea Incerti e Gianfranco Moretti, venne fondata una società per partecipare al campionato svizzero femminile di calcio con il nome di Associazione Sportiva Armonia femminile. I colori sociali della società erano sin dalle origini l'arancione e il nero.
Nel 1983 l'AS Armonia Femminile venne inglobata nel Rapid Lugano e rinominata Football Club Femminile Rapid Lugano, diventandone di fatto la sezione femminile e rimanendo pur tuttavia un'entità a sé stante, mantenendo anche la livrea originale. Da allora ha disputato per molti anni il campionato di Lega Nazionale A, il massimo livello del settore calcistico femminile della federazione svizzera.
Il Rapid femminile ha sempre rappresentato e rappresenta tuttora la squadra faro per il calcio in rosa ticinese. Ha vissuto il suo momento più importante nella stagione 1988-1989, quando ha conquistato il titolo di campione svizzero, vincendo quindici delle diciotto partite del campionato e distanziando il Seebach di due punti.
Al termine della stagione 2006-2007 si classifica all'ultimo posto, ottava con 7 punti e dietro al Rot-Schwarz Thun, retrocedendo in Lega Nazionale B. Al termine della stagione regolare 2013-2014 si è qualificato al girone promozione/retrocessione per l'accesso alla Lega Nazionale A, ma mancando la promozione.
La promozione è arrivata al termine della stagione successiva, quando, classificandosi seconda dietro al Derendingen, ha ottenuto il diritto di disputare il girone di promozione/relegazione con le due ultime classificate della Lega Nazionale A 2014-2015. Nel girone ha vinto cinque delle sei partite, terminando al primo posto e conquistando la promozione in Lega Nazionale A.
Nell'estate 2015 c'è stato il cambio di denominazione in Football Femminile Lugano 1976 e la designazione di Emanuele Gaiarin come nuovo presidente della società.
Grazie ad un accordo stipulato a fine giugno 2019, con cui il F.C. Lugano S.A., l'équipe maschile ha messo a disposizione del F.F. Lugano 1976 il proprio marchio e le proprie capacità organizzative, a partire dalla stagione sportiva 2020-2021. La società cambia perciò denominazione in Football Club Lugano Femminile al fine di poter partecipare alle competizioni della UEFA Women’s Champions League e meglio poter figurare nelle competizioni internazionali.

## Maglie
| Rapid Lugano (casa) | Rapid Lugano (trasferta) | Lugano 1976 (casa) | Lugano 1976 (trasferta) |

## Palmarès

### Competizioni nazionali
- Campionato svizzero: 1

1988-1989

### Altri piazzamenti
- Campionato svizzero:

Secondo posto: 2004-2005, 2018-2019
Terzo posto: 1985-1986, 1989-1990
- Coppa Svizzera:

Finalista: 1987-1988, 1988-1989, 1995-1996, 2017-2018